# Ann Petry
Pour les articles homonymes, voir Petry.
Œuvres principales
- La Rue (1946)

Ann Petry, née à Old Saybrook (Connecticut) le 12 octobre 1908 et morte dans la même ville le 28 avril 1997, est une écrivain et journaliste afro-américaine appartenant au mouvement littéraire et culturel dit de la Renaissance de Harlem

## Biographie

### Jeunesse et formation
Ann Lane Petry, est la fille de Peter Clark Lane et de Bertha James Lane, une couple appartenant à la classe moyenne : son père étant pharmacien et sa mère, coiffeuse. Dès ses études secondaires, Ann Lane Petry se passionne pour l'écriture. Elle fait ses études au Connecticut College of Pharmacy de New Haven, où elle obtient son doctorat en pharmacologie en 1931, puis elle retourne travailler dans la pharmacie familiale,,,.

### Carrière
Sa carrière littéraire s'amorce lorsqu'elle se met à écrire pour des journaux tels que The New York Amsterdam News, ou People’s Voice. À partir de 1939, elle publie aussi des nouvelles dans The Crisis. Elle enseigne dans une école élémentaire de Harlem et se rend compte des difficultés d'apprentissage des Afro-américains des classes sociales démunies. Elle publie son roman le plus célèbre, La Rue (The Street), en 1946, et remporte le Houghton Mifflin Literary Fellowship. En 1947, elle revient dans sa ville natale et travaille sur deux autres romans, Country Place (1947) et The Narrows (1953).
Elle est également l'auteure d'ouvrages de littérature d'enfance et de jeunesse, dont le roman historique pour adolescents Tituba of Salem Village (1964).

### Vie personnelle
En 1938, elle épouse George D. Petry et s'installe avec lui à New York.
Ann Petry décède dans une maison de convalescence à l'âge de 88 ans

## Archives
Les archives d'Ann Petry sont déposées et consultables à l'Université Yale et à la New York Public Library,.

## Œuvre

### Romans
- The Street, Houghton Mifflin Harcourt, 1946, rééd. 2013, 248 p. (ISBN 978-0-395-90149-6), Publié en français sous le titre La Rue, traduit par Martine Monod, Nicole et Philippe Soupault, Paris, Charlot, coll. « Les 5 continents », 1948 ; réédition, Paris, Belfond, coll. « Vintage » no 26, 2017  (ISBN 978-2-7144-7402-5) ; réédition, Paris, 10/18, coll. « Domaine policier » no 5380, 2018  (ISBN 978-2-264-07279-5)
- Country Place, 2019 (réimpr. 15 mars 2019, éd. Northwestern University Press) (1re éd. 1947, éd. Houghton Mifflin), 280 p. (ISBN 978-0-8101-3976-3),
- The Narrows (réimpr. 4 juin 2020, éd. Virago Press Ltd) (1re éd. 1953), 528 p. (ISBN 978-0-349-01340-4), traduction en français : Le détroit, Héliotropismes, 2025 (ISBN 979-10-97210-15-1). Article détaillé : Le Détroit (roman)

### Recueil de nouvelles
- Miss Muriel and Other Stories (1971)

### Nouvelles
- Marie of the Cabin Club (1939), publié sous le pseudonyme Arnold Petri
- On the Saturday the Siren Sounds at Noon (1943)
- Olaf and His Girl Friend (1945)
- Like a Winding Sheet (1945)

### Littérature d'enfance et de jeunesse
- The Drugstore Cat (1949)
- Harriet Tubman: Conductor on the Underground Railroad (1955)
- Tituba of Salem Village (1964)
- Legends of the Saints (1970)

### Essais
- Harlem (1949)
- The Novel as Social Criticism (1950)

## Prix et distinctions
- 1994 : cérémonie d'intronisation au Temple de la renommée des femmes du Connecticut[5].

#### Essais
- (en) Hilary Holloday, United States Authors Series : Ann Petry, Twayne Publishers, 15 juillet 1996, 184 p. (ISBN 978-0-8057-7842-7, lire en ligne),
- (en) Elisabeth Petry, At Home Inside : A Daughter's Tribute to Ann Petry, University Press of Mississippi, 3 novembre 2008, rééd. 1 septembre 2012, 216 p. (ISBN 978-1-60473-589-5, lire en ligne),

#### Articles
- (en-US) Vernon E. Lattin, « Ann Petry and the American Dream », Black American Literature Forum, Vol. 12, No. 2,‎ été 1978, p. 69-72 (4 pages) (lire en ligne),
- (en-US) Michael Barry, « "Same Train Be Back Tomorrer": Ann Petry's The Narrows and the Repetition of History », MELUS, Vol. 24, No. 1,‎ printemps 1999, p. 141-159 (19 pages) (lire en ligne),
- (en-US) Jacqueline Bryant, « Postures of Resistance in Ann Petry's "The  Street" », CLA Journal, Vol. 45, No. 4,‎ juin 2002, p. 444-459 (16 pages) (lire en ligne),
- (en-US) Heather J. Hicks, « Rethinking Realism in Ann Petry's "The Street" », MELUS, Vol. 27, No. 4,‎ hiver 2002, p. 89-105 (17 pages) (lire en ligne ),
- (en-US) Heather Hicks, « "This Strange Communion": Surveillance and Spectatorship in Ann Petry's "The Street" », African American Review, Vol. 37, No. 1,‎ printemps 2003, p. 21-37 (17 pages) (lire en ligne),